# Mézières-sous-Lavardin

Mézières-sous-Lavardin este o comună în departamentul Sarthe, Franța. În 2009 avea o populație de 634 de locuitori.